# Nationalratswahl in Österreich 1990
- SPÖ: 80
- GRÜNE: 10
- FPÖ: 33
- ÖVP: 60

- Regierung: 140
- Opposition: 43

Die Nationalratswahl am 7. Oktober 1990 war die 18. Nationalratswahl in der Geschichte der Republik Österreich. Stärkste Partei wurde die SPÖ unter Bundeskanzler Franz Vranitzky. Die SPÖ verlor Stimmen, konnte ihre Mandatszahl allerdings halten. Starke Verluste musste die ÖVP unter Josef Riegler hinnehmen, sie blieb aber zweitstärkste Partei. Von den Einbußen der ÖVP profitierte die FPÖ, die mit Norbert Gugerbauer als Spitzenkandidaten Mandate und Stimmen hinzugewann. Die Grüne Alternative schaffte mit Johannes Voggenhuber abermals den Einzug in den Nationalrat; trotz leichter Stimmenverluste konnte sie zwei Mandate hinzugewinnen.
Wahlberechtigt waren 5 628 912 Menschen. Die Wahlbeteiligung sank auf 83,58 Prozent (1986: 88,85).

## Endergebnis
| Wahlwerber                                                | Stimmen   | Anteil | Anteil  | Mandate | Mandate |
| Wahlwerber                                                | Stimmen   | 1990   | ±4      | 1990    | ±       |
| --------------------------------------------------------- | --------- | ------ | ------- | ------- | ------- |
| Sozialistische Partei Österreichs (SPÖ)                   | 2.012.787 | 42,8 % | −0,3 %  | 80      | ±0      |
| Österreichische Volkspartei (ÖVP)                         | 1.508.600 | 32,1 % | −9,2 %  | 60      | −17     |
| Freiheitliche Partei Österreichs (FPÖ)                    | 782.648   | 16,6 % | +6,9 %  | 33      | +15     |
| Die Grüne Alternative – Grüne im Parlament (GRÜNE)        | 225.084   | 4,8 %  | ±0,0 %  | 10      | +2      |
| Vereinte Grüne Österreichs / Das Umwelt-Bürgerforum (VGÖ) | 92.277    | 2,0 %  | +1,8 %  | 0       | ±0      |
| Verband der Sozialversicherten (VDS)                      | 35.833    | 0,8 %  | n.k.    | 0       | –       |
| Kommunistische Partei Österreichs (KPÖ)                   | 25.682    | 0,55 % | −0,17 % | 0       | ±0      |
| Christliche Wähler Gemeinschaft (CWG)                     | 9.263     | 0,2 %  | n.k.    | 0       | –       |
| Christdemokratische Partei (CDP)                          | 6.194     | 0,1 %  | n.k.    | 0       | –       |
| Wahlplattform der Grauen Österreichs (WGÖ)                | 3.996     | 0,1 %  | n.k.    | 0       | –       |
| Fritz Georg                                               | 2.530     | 0,1 %  | n.k.    | 0       | –       |

n.k. = nicht kandidiert

## Reaktionen
Das Wahlergebnis galt allgemein unter politischen Beobachtern und Meinungsforschern als Überraschung. Die deutlichen Verluste der ÖVP und der große Abstand zur SPÖ wurden so nicht vorhergesagt, auch wenn viele davon ausgingen, dass die SPÖ wohl stärkste Partei bleiben werde. (Ein „Kopf-an-Kopf“-Rennen zwischen SPÖ und ÖVP, das im August des Jahres noch plausibel erschien, wurde im Laufe des Wahlkampfes immer unwahrscheinlicher.) Als ein Grund für die überraschend starken Verluste der ÖVP wurde vom Vorsitzenden des IMAS-Institutes Andreas Kirschhofer die zunehmende Tendenz, eher Personen als Inhalte zu wählen, genannt. Auch nach Ansicht anderer Beobachter sei dies dem Bundeskanzler und Spitzenkandidaten der SPÖ, Franz Vranitzky, und dem FPÖ-Parteivorsitzenden – der aber nicht offizieller Spitzenkandidat der FPÖ war – Jörg Haider zugutegekommen, während ÖVP-Parteichef Josef Riegler ihnen gegenüber weniger Ausstrahlungskraft besessen habe. Das Ergebnis der „grünalternativen Parlamentsfraktion“, wie die Parlamentsgrünen in Abgrenzung zu anderen Grüngruppierungen auch genannt wurden, blieb deutlich unter den Erwartungen.

## Ergebnisse in den Bundesländern
Hier werden die Ergebnisse in den Bundesländern aufgelistet.
| Partei | B    | K    | N    | O      | S    | St   | T    | V    | W    |
| ------ | ---- | ---- | ---- | ------ | ---- | ---- | ---- | ---- | ---- |
| SPÖ    | 49,9 | 46,1 | 42,5 | 42,0   | 37,8 | 43,3 | 30,5 | 28,8 | 50,7 |
| ÖVP    | 35,4 | 18,5 | 39,1 | 33,3   | 32,1 | 33,2 | 40,7 | 40,4 | 21,1 |
| FPÖ    | 11,1 | 30,3 | 12,2 | 16,0   | 20,5 | 16,8 | 17,1 | 17,2 | 15,7 |
| GRÜNE  | 02,5 | 03,0 | 03,3 | 04,1   | 07,3 | 03,9 | 06,3 | 05,2 | 07,6 |
| VGÖ    | 00,9 | 01,3 | 01,6 | 02,6   | 01,3 | 01,1 | 03,2 | 04,6 | 02,2 |
| VDS    |      | 00,5 | 00,0 | 000,85 |      | 00,9 |      |      | 01,5 |
| KPÖ    | 00,3 | 00,3 | 00,4 | 00,4   | 00,4 | 00,7 | 00,6 | 00,6 | 00,8 |
| CWG    |      |      |      | 000,76 |      |      |      | 01,9 |      |
| CDP    |      |      |      |        |      |      | 00,8 |      | 00,4 |
| WGÖ    |      |      |      |        | 00,6 |      | 00,7 |      |      |
| FG     |      |      |      |        |      |      |      | 01,3 |      |

## Folgen
| Parteien                            | Sitze |
| ----------------------------------- | ----- |
| Zweidrittelmehrheit (ab 122 Sitzen) |       |
| SPÖ, ÖVP                            | 140   |
| Absolute Mehrheit (ab 92 Sitzen)    |       |
| SPÖ, FPÖ                            | 113   |
| ÖVP, FPÖ                            | 93    |
| Sitze gesamt                        | 183   |

Nach der Wahl setzten SPÖ und ÖVP die seit 1986 bestehende Große Koalition fort. Franz Vranitzky (SPÖ) blieb Bundeskanzler. Die Bundesregierung Vranitzky III nahm am 17. Dezember 1990 ihre Arbeit auf. Josef Riegler (ÖVP) blieb noch bis 1991 Vizekanzler, ihm folgte Erhard Busek.